# Neopelma aurifrons
Neopelma aurifrons là một loài chim trong họ Pipridae.